# 小行星79353
小行星79353（79353 Andrewalday）是一颗绕太阳运转的小行星，为主小行星带小行星。该小行星于1997年1月13日发现。
該小行星以美國的安德魯·奧爾代（Andrew Alday）命名。

## 轨道参数
小行星79353的轨道半长轴为2.2891795 UA，离心率为0.066。